# Юдановское сельское поселение
Юдановское сельское поселение — муниципальное образование Бобровского района Воронежской области России.
Административный центр — село Юдановка.

## Население
| 2000  | 2005  | 2010  | 2012  | 2013  | 2014  | 2015  | 2016  | 2017  |
| ----- | ----- | ----- | ----- | ----- | ----- | ----- | ----- | ----- |
| 1500  | ↘1395 | ↘1299 | ↘1262 | ↘1235 | ↘1181 | ↗1230 | ↗1243 | ↗1255 |
| 2018  | 2019  | 2020  | 2021  |       |       |       |       |       |
| ↘1235 | ↘1225 | ↘1214 | ↘1194 |       |       |       |       |       |

## Административное деление
Состав поселения:
- село Юдановка,
- посёлок Бобровский 1-й,
- посёлок Красный,
- посёлок Липов Лог,
- посёлок Люблинский,
- село Песковатка,
- посёлок Погромок,
- хутор Прохладный.